# ALcot
ALcot（アルコット）は、千葉県流山市南流山に本社を置く合同会社クローバーソフトウェアのアダルトゲームブランド。

## 概要
同人サークルである「APPLE project」を母体として設立。ブランド設立当初から株式会社彩牙のブランドとして活動を行っていたが、2014年10月に所在地を千葉県松戸市新松戸から千葉県流山市南流山へ移転した。 また、それと同時に会社が株式会社彩牙から合同会社クローバーソフトウェアに変更された。
2024年2月1日、20周年記念最終作として『Clover Memory's』を発表し、3月よりクラウドファンディングを開始予定。
ブランド名である「ALcot」は200を超える候補の中から決定された。決定の決め手となったのは、前身の同人サークル・「APPLE project」のAppleと「家」を意味する「Cot」を組み合わせた言葉であることと、どことなく温かい響きを持つことである。
ブランドロゴのデザインには、「A」が人々の集まる家の屋根、「o」の渦巻きは洒落っ気を反映させている。

## 作品一覧

### ALcot
| #    | 発売年 | 発売日   | タイトル                                                        | 原画                                                     | シナリオ                    | 備考                                                 |
| ---- | ------ | -------- | --------------------------------------------------------------- | -------------------------------------------------------- | --------------------------- | ---------------------------------------------------- |
| 1    | 2003年 | 11月28日 | Clover Heart's                                                  | 仁村有志                                                 | 宮蔵、大三元                |                                                      |
| 1    | 2004年 | 6月25日  | Clover Heart's                                                  | 仁村有志                                                 | 宮蔵、大三元                | DVD版                                                |
| 1FD  | 2005年 | 1月14日  | Clover Heart's append disc TOYつめちゃいました                  | 仁村有志                                                 | 宮蔵、大三元                |                                                      |
| 2    | 2006年 | 4月28日  | Triptych                                                        | 仁村有志、蒼魚真青                                       | JUN、ERI                    |                                                      |
| 3    | 2006年 | 11月22日 | なつぽち                                                        | 中村和泉、蒼魚真青                                       | 宮蔵、時乃、空下元          |                                                      |
| 4    | 2007年 | 12月14日 | FairChild -フェアチャイルド-                                    | 仁村有志、蒼魚真青、コミズミコ                           | 宮蔵、時乃、空下元          |                                                      |
| 5    | 2008年 | 10月24日 | ENGAGE LINKS                                                    | 仁村有志、蒼魚真青                                       | 宮蔵、時乃、空下元          |                                                      |
| 6    | 2009年 | 10月30日 | 幼なじみは大統領 My girlfriend is the PRESIDENT.                | 仁村有志、ひさたけ、蒼魚真青                             | 宮蔵、時乃、空下元          | [ 4 ]                                                |
| 6FD  | 2010年 | 8月13日  | 幼なじみは大統領 My girlfriend is the PRESIDENT. ファンディスク | 仁村有志、ひさたけ、蒼魚真青                             | 空下元、宮蔵                |                                                      |
| 6FD  | 2010年 | 10月29日 | 幼なじみは大統領 My girlfriend is the PRESIDENT. ファンディスク | 仁村有志、ひさたけ、蒼魚真青                             | 空下元、宮蔵                | 通常版                                               |
| 7    | 2011年 | 3月31日  | 鬼ごっこ!                                                       | 仁村有志、鳴海ゆう、あおなまさお                         | 宮蔵、大三元、空下元        |                                                      |
| 7FD  | 2011年 | 9月30日  | 鬼ごっこ!ファンディスク                                         | 仁村有志、鳴海ゆう、あおなまさお                         | 宮蔵、空下元                |                                                      |
| 8    | 2012年 | 8月31日  | 中の人などいない! トーキョー・ヒーロー・プロジェクト            | 仁村有志、鳴海ゆう 新庄聡美、あおなまさお                | 空下元、宮蔵                |                                                      |
| -    | 2013年 | 9月27日  | ALcot Classic Works 2013                                        | ALcot Classic Works 2013                                 | ALcot Classic Works 2013    | Clover Heart'sからENGAGE LINKSまでを収録             |
| 9    | 2014年 | 3月28日  | Clover Day's                                                    | 仁村有志、鳴海ゆう ちこたむ、あおなまさお                | 空下元、宮蔵 瀬尾順、保住圭 | 10周年記念作 2017年9月28日にPlayStation Vita版が発売 |
| -    | 2015年 | 1月30日  | ALcot 新本COMPLETE PACK                                         | ALcot 新本COMPLETE PACK                                  | ALcot 新本COMPLETE PACK     | 幼なじみは大統領から中の人などいない!までを収録      |
| 10   | 2015年 | 6月26日  | LOVEREC.                                                        | 仁村有志、鳴海ゆう ちこたむ、あおなまさお                | 空下元、瀬尾順              |                                                      |
| 10FD | 2016年 | 1月29日  | LOVEREC. ミニシアターズ                                         | 仁村有志、鳴海ゆう ちこたむ、あおなまさお                | 空下元                      |                                                      |
| 9+   | 2016年 | 6月24日  | Clover Day's Plus                                               | 仁村有志、鳴海ゆう ちこたむ、あおなまさお                | 空下元、宮蔵 瀬尾順、保住圭 | Hシーン追加パッチを適用し、E-moteを導入              |
| 11   | 2016年 | 11月25日 | よめがみ My Sweet Goddess!                                      | しらいちご、すいみゃ ひさまくまこ、みけおう あおなまさお | 空下元、モーリー            |                                                      |
| 12   | 2018年 | 1月26日  | 将軍様はお年頃                                                  | 庄名泉石、蟹屋しく、あおなまさお                         | 空下元、宮蔵                |                                                      |
| 12FD | 2019年 | 3月29日  | 将軍様はお年頃 ふぁんでぃすく -御三家だヨ! 全員集合-            | 庄名泉石、蟹屋しく 真崎ケイ、あおなまさお                | 空下元、宮蔵                |                                                      |
| 13   | 未公表 | 未公表   | Clover Memory's                                                 | あゆま紗由、橋本タカシ 真崎ケイ、あおなまさお            | 空下元、宮蔵                | 20周年記念最終作 クラウドファンディングにより制作    |

### ALcotハニカム
| #    | 発売年 | 発売日   | タイトル                                            | 原画                                       | シナリオ                           | 備考                                                                                       |
| ---- | ------ | -------- | --------------------------------------------------- | ------------------------------------------ | ---------------------------------- | ------------------------------------------------------------------------------------------ |
| 1    | 2009年 | 7月24日  | クレナイノツキ                                      | Riv、蒼魚真青                              | 沙月with企画屋                     |                                                                                            |
| 2    | 2010年 | 5月28日  | リアル妹がいる大泉くんのばあい                      | 風見春樹、タコ焼き                         | おるごぅる                         |                                                                                            |
| 3    | 2010年 | 7月30日  | VESTIGE -刃に残るは君の面影-                        | Riv、あおなまさお                          | 美月、青山拓也                     |                                                                                            |
| 4    | 2010年 | 11月26日 | キッキングホース★ラプソディ                         | ミヤスリサ、あおなまさお                   | 保住圭                             |                                                                                            |
| -    | 2011年 | 1月28日  | リアル妹がいる大泉くんのばあい（普及版）            | 風見春樹、タコ焼き                         | おるごぅる                         |                                                                                            |
| 5    | 2011年 | 6月24日  | アネイロ                                            | Riv、あおなまさお                          | 朱姫桜花、サイトウケンジ、モーリー |                                                                                            |
| 6    | 2011年 | 11月25日 | 春季限定ポコ・ア・ポコ!                             | 風見春樹、タコ焼き、武藤此史、あおなまさお | 瀬尾順                             |                                                                                            |
| 7    | 2012年 | 6月29日  | 1/2 summer                                          | せせなやう、あおなまさお                   | 若瀬諒、姫ノ木あく、モーリー       | 後にGLacéに移管                                                                            |
| 8    | 2012年 | 11月30日 | あえて無視するキミとの未来 〜Relay broadcast〜      | 風見春樹、タコ焼き、Riv、あおなまさお      | 瀬尾順                             |                                                                                            |
| 9    | 2013年 | 4月26日  | Dang!Dang!団地妻 -わたしだけの旦那さま♥-            | 梅鳥うりり、あおなまさお                   | 大三元                             |                                                                                            |
| 10   | 2013年 | 11月29日 | 赤さんと吸血鬼。                                    | 桑島黎音、あおなまさお                     | 大槻涼樹                           |                                                                                            |
| 11   | 2014年 | 8月29日  | サツコイ〜悠久なる恋の歌〜                          | 風見春樹、あおなまさお                     | 瀬尾順                             |                                                                                            |
| -    | 2014年 | 8月29日  | ハニカム文庫セット                                  | ハニカム文庫セット                         | ハニカム文庫セット                 | リアル妹がいる大泉くんのばあい、キッキングホース★ラプソディ、春季限定ポコ・ア・ポコ!を収録 |
| 12   | 2014年 | 11月28日 | キミのとなりで恋してる!                             | もとみやみつき、あおなまさお               | おぅんごぅる                       |                                                                                            |
| 12FD | 2015年 | 11月27日 | キミのとなりで恋してる!〜The Respective Happiness〜 | もとみやみつき、あおなまさお               | おぅんごぅる                       |                                                                                            |
| 13   | 2016年 | 5月27日  | そして初恋が妹になる                                | 空維深夜、あおなまさお                     | 瀬尾順、桜城十萌                   |                                                                                            |
| 14   | 2017年 | 6月30日  | 茜色の境界線                                        | 空維深夜、真崎ケイ、ここあ                 | 8、えじむら                        |                                                                                            |
| 15   | 2017年 | 10月27日 | 彼女は天使で妹で                                    | 珈琲猫、武藤此史、あおなまさお             | 瀬尾順                             |                                                                                            |
| 16   | 未公表 | 未公表   | なぜ、うちの妹はかわいくないのか？                  | PRIMIL                                     | おるごぅる                         |                                                                                            |

### ALcotシトラス
後にALcotハニカムと統合された。
| # | 発売年 | 発売日  | タイトル             | 原画     | シナリオ   |
| - | ------ | ------- | -------------------- | -------- | ---------- |
| 1 | 2009年 | 4月24日 | 死神の接吻は別離の味 | 風見春樹 | おるごぅる |

## 主なスタッフ
原画
- 仁村有志
- あおなまさお（蒼魚真青）

シナリオ
- 宮蔵
- 空下元
- 時乃

## Webラジオ
『あるらじ! そよぎと六花の Radio de ALcot!』のタイトルで2013年6月6日からHiBiKi Radio Stationにて配信されているラジオ番組。2014年6月5日からは音泉でも配信。第1、第3木曜日更新。パーソナリティは遠野そよぎ、北見六花、宮蔵。2016年12月22日第78回の更新後、番組を休止していたが、2018年12月28日に73回から78回までのアーカイブに加え、録り下ろしの最終回を含んだ「あるらじ! そよぎと六花のRadio de Alcot! CD vol.07」が発売され、終了となった。
2015年10月から12月の間は『キミのとなりで恋してる!〜The Respective Happiness〜』の発売と連動した特別番組『あるらじ!出張版 とな恋さらさらラジオ』が配信された。パーソナリティは歩サラと立花沙羅。
またニコニコ生放送から『ある生!』のタイトルで不定期に配信している。パーソナリティは宮蔵とMassan。

## 個人情報流出問題
2008年6月、以前所属していたスタッフのパソコンがコンピュータウイルスに感染し、ファイル共有ソフトを通じて元スタッフの個人データが流出、その中に元スタッフが開発に関わっていた『Clover Heart's』の開発設定資料や同作品のWeb上にて行ったアンケートなどの個人情報など、本来持ち出し禁止のはずのデータも含まれていたことが判明した。
ALcot側は2008年6月12日付で常務取締役名で謝罪文を公式サイトに発表すると共に内部調査を開始し、6月25日付でその調査結果を公表すると共に再発防止に取り組むと発表している。